# Svjetlana Gladiševa
Svjetlana Aleksejevna Gladiševa (rus. Светла́на Алексе́евна Гла́дышева, 13. rujna 1971., Ufa, Baškirija, Rusija) – sovjetska i ruska alpska skijašica, osvojila je srebro u superveleslalomu na Olimpijskim igrama 1994. godine u Lillehammeru. Počasni je magistar sportova Rusije (1994).
Jedna je od dvije Ruskinje, koje su osvajale olimpijske medalje u alpskom skijanju. Druga je Jevgenija Sidorova, koja je 1956. osvojila broncu u Cortini d'Ampezzo u slalomu.
Jedan je od dvije Ruskinje pobjednice u Svjetskome skijaškome kupu. Druga je Varvara Zelenskaja.

## Životopis
Počela je skijati u dobi od 10 godina. Na samom početku 1990-ih, Svjetlana je vrlo uspješno nastupila na juniorskoj svjetskoj razini – osvojila je svjetsko prvenstvo juniora u spustu 1990. godine, a također je osvojila srebro u superveleslalomu. U Sovjetskom Savezu bila je ravnopravna sa seniorskom konkurencijom te je u dobi od 18 godina uspjela osvojiti seniorsko prvenstvo u spustu. Svjetlana je osvojila i prvenstvo ZND-a i Rusije.
U siječnju 1991., na Svjetskom prvenstvu u Saalbachu u Austriji, 19-godišnja Svjetlana Gladiševa osvojila je brončanu medalju u spustu, izgubivši samo od austrijske skijašice Petre Kronberger i Francuskinje Natalie Bouvier. Valja napomenuti da prije i poslije nje, niti jedan ruski sportaš nije uspio osvojiti medalju na Svjetskom prvenstvu u skijanju.
Godine 1994., na Olimpijskim igrama 1994. godine u Lillehammeru, Svjetlana Gladiševa postigla je najveći ruski uspjeh u skijanju, osvojivši srebro u superveleslalomu s brojem 35. što je bilo neočekivano. Zbog toga rezultata, Svjetlana je dobila titulu počasnog magistra sporta, a nagrađena je i Redom prijateljstva naroda, postajući jedna od njegovih posljednjih dobitnica.
Gladiševa je osvojila svoju jedinu pobjedu u Svjetskom kupu 7. prosinca 1996. u američkom Veyleu u superveleslalomu, 0,21 sekundi prije Pernille Wiberg. Ukupno je Svjetlana 102 puta nastupila u Svjetskom kupu, a pored pobjede još se dva puta popela na pobjedničko postolje: treće mjesto u spustu u kanadskom Lake Louiseu 1991. i u austrijskom Schrunseu 1992. godine.
Završila je karijeru 1998. godine.
Dana, 31. ožujka 2010. godine imenovana je predsjednicom Saveza alpskog skijanja i snowboardinga Rusije.